# Callopistria juventina
Callopistria juventina là một loài bướm đêm trong họ Noctuidae.

## Hình ảnh

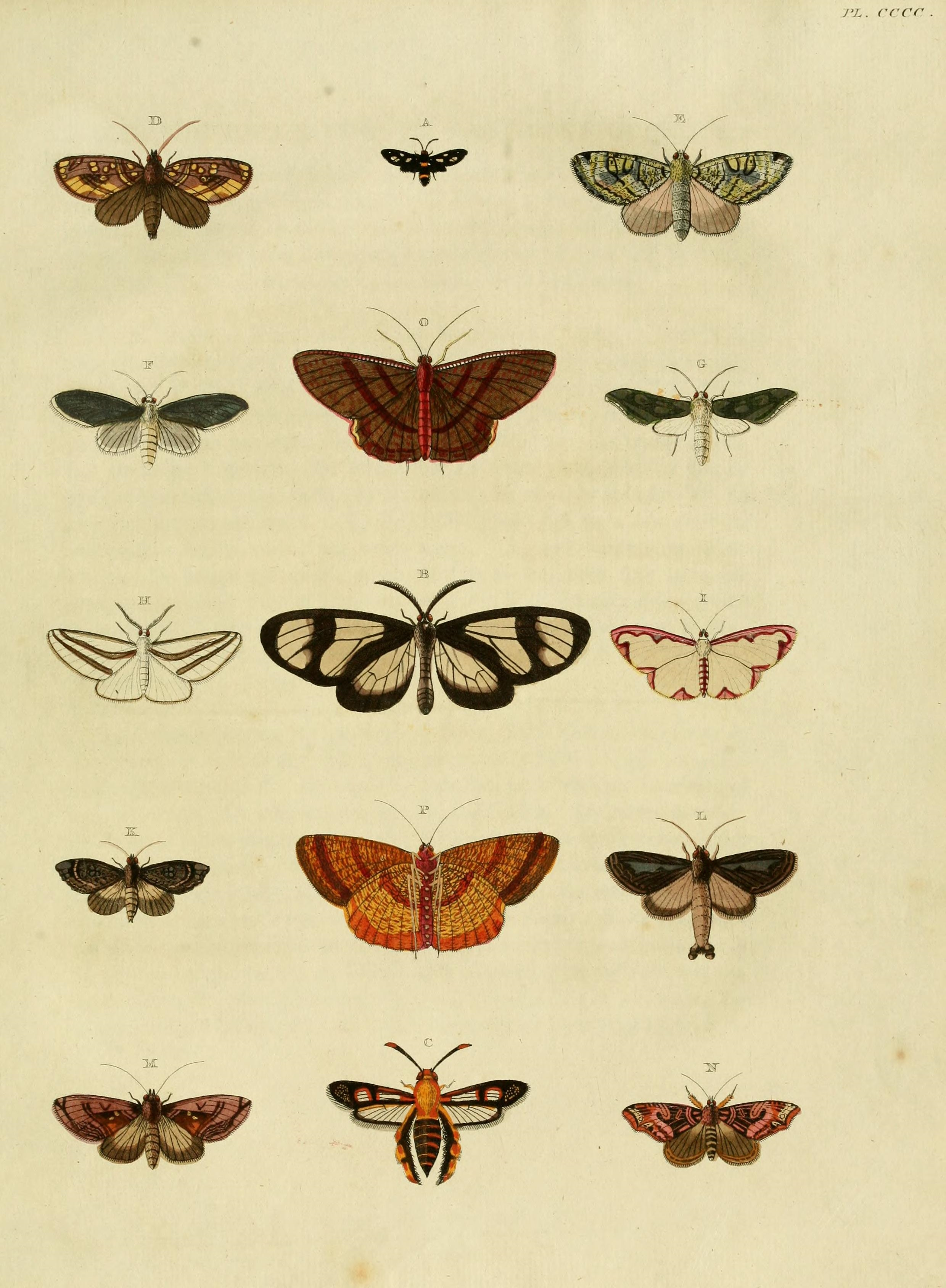